# Albert Joris van Windekens
Albert Joris van Windekens (* 23. April 1915 in Mountain Ash, Wales; † 28. März 1989 in Löwen) war ein belgischer Sprachwissenschaftler und Professor an der Katholischen Universität Löwen. Er befasste sich mit Dialektologie und vergleichender Sprachwissenschaft. Windekens untersuchte besonders die tocharische Sprache sowie die pelasgischen Sprachreste im Griechischen.

## Veröffentlichungen (Auswahl)
- Lexique étymologique des dialectes tokhariens. Löwen 1941
- Morphologie comparée du Tokharien. Löwen 1944 (= Bibliothèque du Muséon 17)
- Le pélasgique. Essai sur une langue indo-européenne préhellénique. Löwen 1952 (= Bibliothèque du Muséon 29)
- Contributions à l'étude de l'onomastique pélasgique. Löwen 1954 (= Bibliothèque du Muséon 35)
- Le tokharien confronté avec les autres langues indo-européennes. Löwen, 3 Bde. 1976–1982
- Dictionnaire étymologique complémentaire de la langue grecque. Löwen 1986. ISBN 90-6831-067-4

## Bibliographien, Ehrenschrift
- Centre international de Dialectologie générale; Biographies et Conférences 27 (1980)
- Complément bibliographique depuis le 1er novembre 1980. In: Lambert Isebaert (Hg.): Studia etymologica Indoeuropaea memoriae A.J. van Windekens (1915 - 1989) dicata (=Orientalia Lovaniensia analecta 45). Löwen 1991 (recte: 1992). ISBN 90-6831-378-9

| Personendaten    | Personendaten                                        |
| ---------------- | ---------------------------------------------------- |
| NAME             | Windekens, Albert Joris van                          |
| KURZBESCHREIBUNG | belgischer Sprachwissenschaftler und Hochschullehrer |
| GEBURTSDATUM     | 23. April 1915                                       |
| GEBURTSORT       | Mountain Ash                                         |
| STERBEDATUM      | 28. März 1989                                        |
| STERBEORT        | Löwen                                                |